# Stejnopohlavní manželství v Britském indooceánském území
Stejnopohlavní manželství je v Britském indooceánském území legální od 3. června 2014. Vyhlášku legalizující takové sňatky přijala Soukromá rada Spojeného království 28. dubna 2014..
Všichni rezidenti tohoto zámořského území jsou buď členy Ozbrojených sil Jeho Veličenstva, Armády Spojených států amerických nebo přidružení dodavatelé Naval Support Facility Diego Garcia. Američtí námořníci smějí uzavřít sňatek, ale směrnice Námořnictva Spojených států amerických zakazuje sezdaným párům sloužit pod Diego Garcia jak vojensky, tak i civilně. A proto pak musí být jeden z páru převelen jinam.